# صينية دوارة

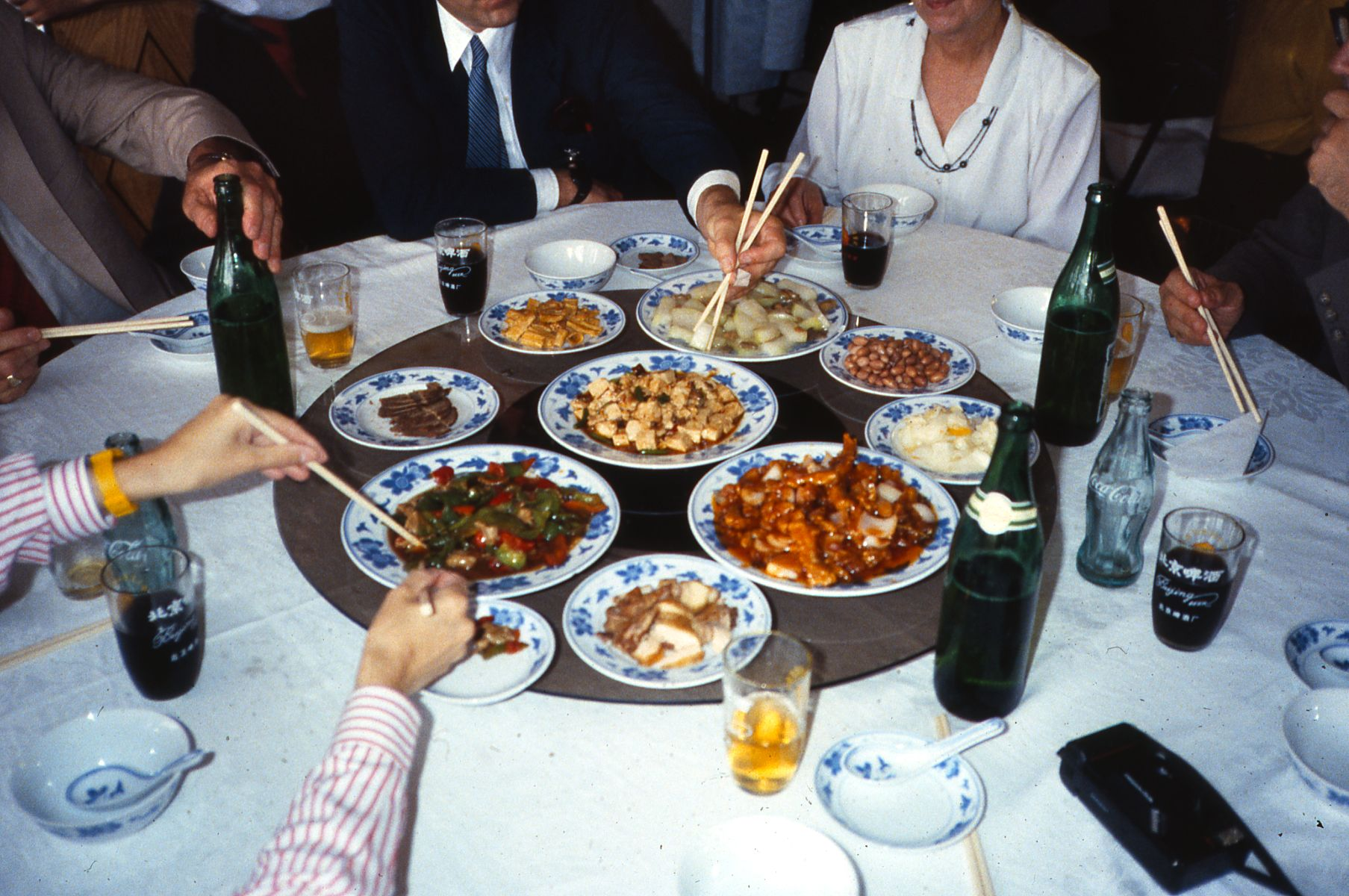
صينية دوّارة في مطعم صيني.

صينية دوارة تُعرف باللغة الإنجليزية بـ (ليزي سوزان، أي، حرفيًآ: سوزان الكسولة) وهي عبارة عن طاولة دوّارة (أو صينية دوارة) توضع على منضدة الطعام أو سطح عمل للمساعدة في توزيع الطعام.
تُصنع الصينية الدوّارة من مجموعة متنوعة من المواد، ولكنها عادة ما تكون من الزجاج أو الخشب أو البلاستيك.
عادةً ما تتخذ الشكل الدائري وتستخدم لمشاركة الأطباق بسهولة بين رواد المطعم على الطاولة الواحدة.
وعلى الرغم من استخدامها المتكرر في المطاعم الصينية، إلا أن «ليزي سوزان» هو اختراع غربي. نظرًا لطبيعة المطبخ الصيني، وخاصة ديم سوم، فهي شائعة في المطاعم الصينية الرسمية في كل من الصين القارية وخارجها. وتُعرف باسم 餐桌转盘(ر.餐桌 轉盤) (ص cānzhuō zhuànpán) في الصين، أو «الأقراص الدوارة لطاولة العشاء».

## تاريخها
لا يوجد تفسير معتمد لمصطلح «سوزان الكسولة»؛ ولكن يدّعي علم أصول الكلام الشعبي أن المصطلح اختراع أمريكي، ووفقًا لكون الاختراع مِلكًا لتوماس جيفرسون، والذي أطلق عليه اسم «النادل الغبي»، لابنته سوزان.
وبغضّ النظر عن أصول الاسم، تم الإعلان عنه بحلول عام 1917 في فانيتي فير باسم «الخادم الدّوار المصنّع من خشب الماهوجني أو سوزان الكسولة» بقيمة 8.50 دولارًا أمريكيًا،  ولكن استخدام المصطلح سبق الإعلان، وربما البلد.

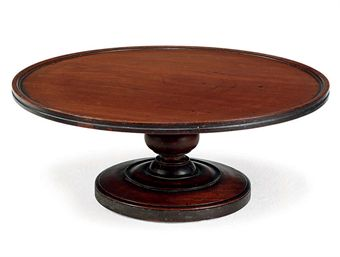
طاولة "النادل الغبي" طراز جورج الثالث - (ق. 1780)، تم بيعها بالمزاد العلني مقابل 3900 دولار من قبل كريستيز في لندن في 20 يناير 2010

ينشأ جزء من لغز الاسم من مجموعة متنوعة من الأجهزة التي تم تجميعها تحت مصطلح «النادل الغبي»، ووَصَفَ مقال بريطاني مطلع القرن الثامن عشر في مجلة جنتلمان كيف استبدلت الآلات الصامتة الخدم الثرثارين قاصدًا بعض الطاولات.
وبحلول خمسينيات القرن الثامن عشر، كان كريستوفر سمارت يمدح الأدوات «الأجنبية» بسرية في اشعاره.
ومع ذلك، فمن شبه المؤكد أن الأجهزة قيد المناقشة كانت عبارة عن صواني تقديم بعجلات مماثلة لتلك التي قدمها توماس جيفرسون إلى الولايات المتحدة من فرنسا،  حيث كانت تُعرف باسم étagères.
في مرحلة ما خلال الربع الثالث من القرن الثامن عشر أو قبله، بدأ أيضًا تطبيق اسم النادل الغبي على الصواني الدوارة.
بحلول أربعينيات القرن التاسع عشر، كان الأمريكيون يطبقون هذا المصطلح على المصاعد الصغيرة التي تحمل الطعام بين الطوابق أيضًا. أدى نجاح «النادل الغبي» لجورج دبليو كانون عام 1887 إلى انتشار هذا الاستخدام، ليحل محل المعاني السابقة لـ «عربة نقل الركاب».

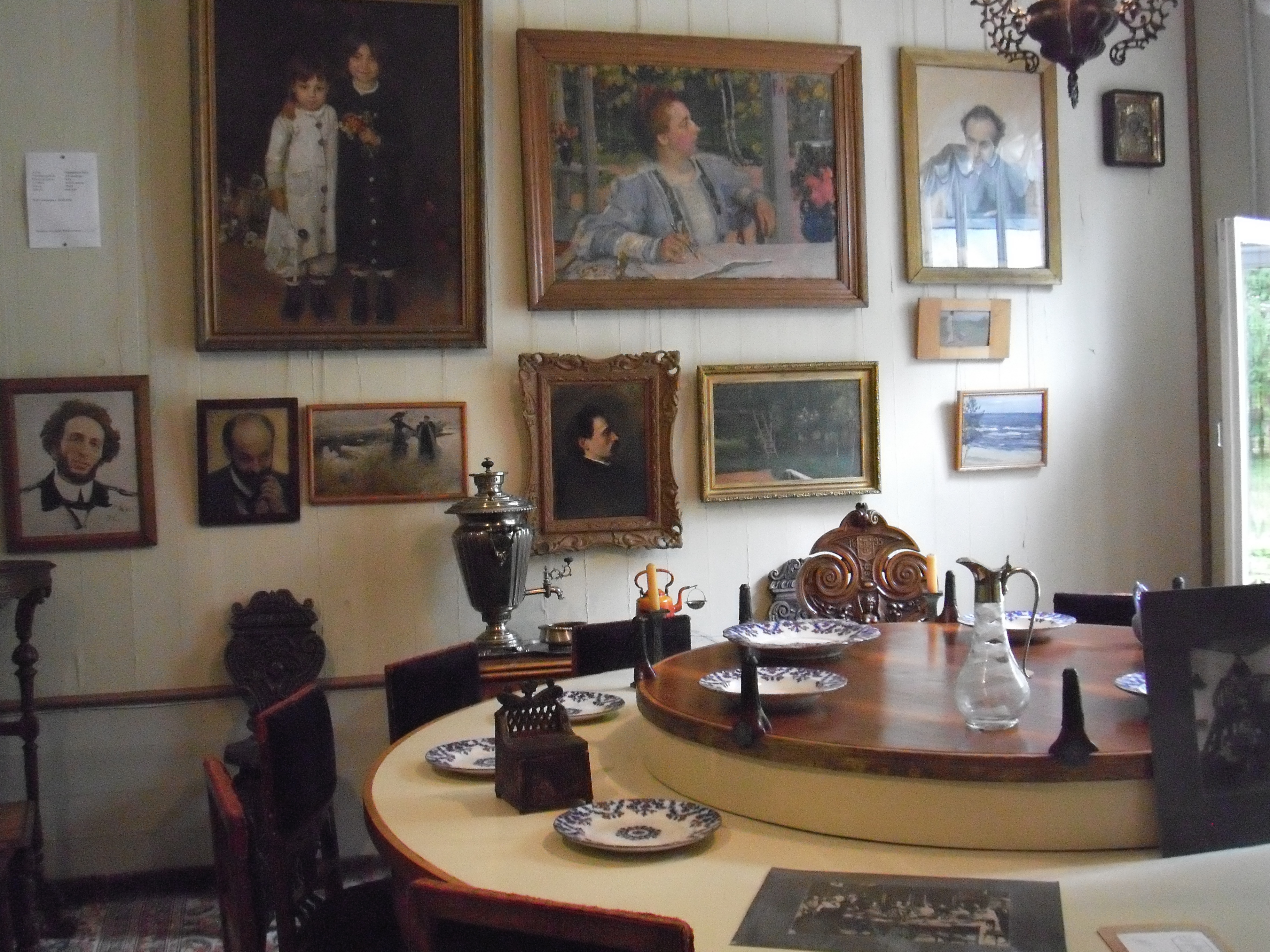
النادل الدوار في "بيناتيس" من منزل الرسام الروسي إيليا ريبين في كوكالا. صنعت في عام 1909 بواسطة النجار الفنلندي إيكاهاينن.